# Stadio di San Diego
Lo stadio di San Diego (en. San Diego Stadium) è stato uno stadio situato a San Diego.
Ospitava le partite casalinghe dei San Diego State Aztecs dell'Università statale di San Diego e dei San Diego Fleet della AAF. Ha anche ospitato le partite dei San Diego Chargers della NFL dal 1967 al 2016. La demolizione dello stadio è iniziata nell'agosto 2020 e si è conclusa il 22 marzo 2021.

## Storia
Inizialmente intitolato al giornalista sportivo Jack Murphy, lo stadio ha cambiato nome nel 1997, quando i diritti di denominazione sono stati venduti per 18 milioni di dollari alla società di telecomunicazioni Qualcomm, che li deterrà fino al 2017. Quell'anno, è stato acquistato da San Diego County Credit Union e rinominato, SDCCU Stadium.
Lo stadio ha ospitato 3 edizioni del Super Bowl: il Super Bowl XXII nel 1988, il Super Bowl XXXII nel 1998 e il Super Bowl XXXVII nel 2003. Inoltre si sono svolte qui le edizioni dell'MLB All-Star Game del 1978 e del 1992, e le World Series del 1984 e del 1998. È l'unico stadio ad avere ospitato il Super Bowl e le World Series nello stesso anno (1998).

## Impianti sostitutivi
Dal 1969 al 2003 ha ospitato anche i San Diego Padres della Major League Baseball (MLB), che a partire dalla stagione 2004 ha lasciato l'impianto per passare al nuovo Petco Park.